# Guy Scott
Pour les articles homonymes, voir Scott.
Guy Lindsay Scott, né le 1er juin 1944 à Livingstone, est un homme d'État zambien d'ascendance anglaise et écossaise, vice-président de la Zambie de 2011 à 2014 et président par intérim de 2014 à 2015, faisant de lui le premier chef d'État blanc d'Afrique subsaharienne continentale depuis 1994.

## Biographie
Guy Scott est né en 1944 à Livingstone de parents ayant émigré de Grande-Bretagne. Son père est arrivé de Glasgow en 1927 et a travaillé comme médecin, sa mère anglaise a émigré en 1940.
Guy Scott complète sa formation en Rhodésie du Sud (aujourd’hui Zimbabwe) et étudie au Royaume-Uni où il obtient un BA en économie à l’université de Cambridge et un PhD en science cognitive à l’université de Sussex.
En 1965, Guy Scott rejoint le gouvernement de la Zambie nouvellement indépendante et travaille au ministère des Finances avant de créer une entreprise agro-alimentaire.

## Carrière politique

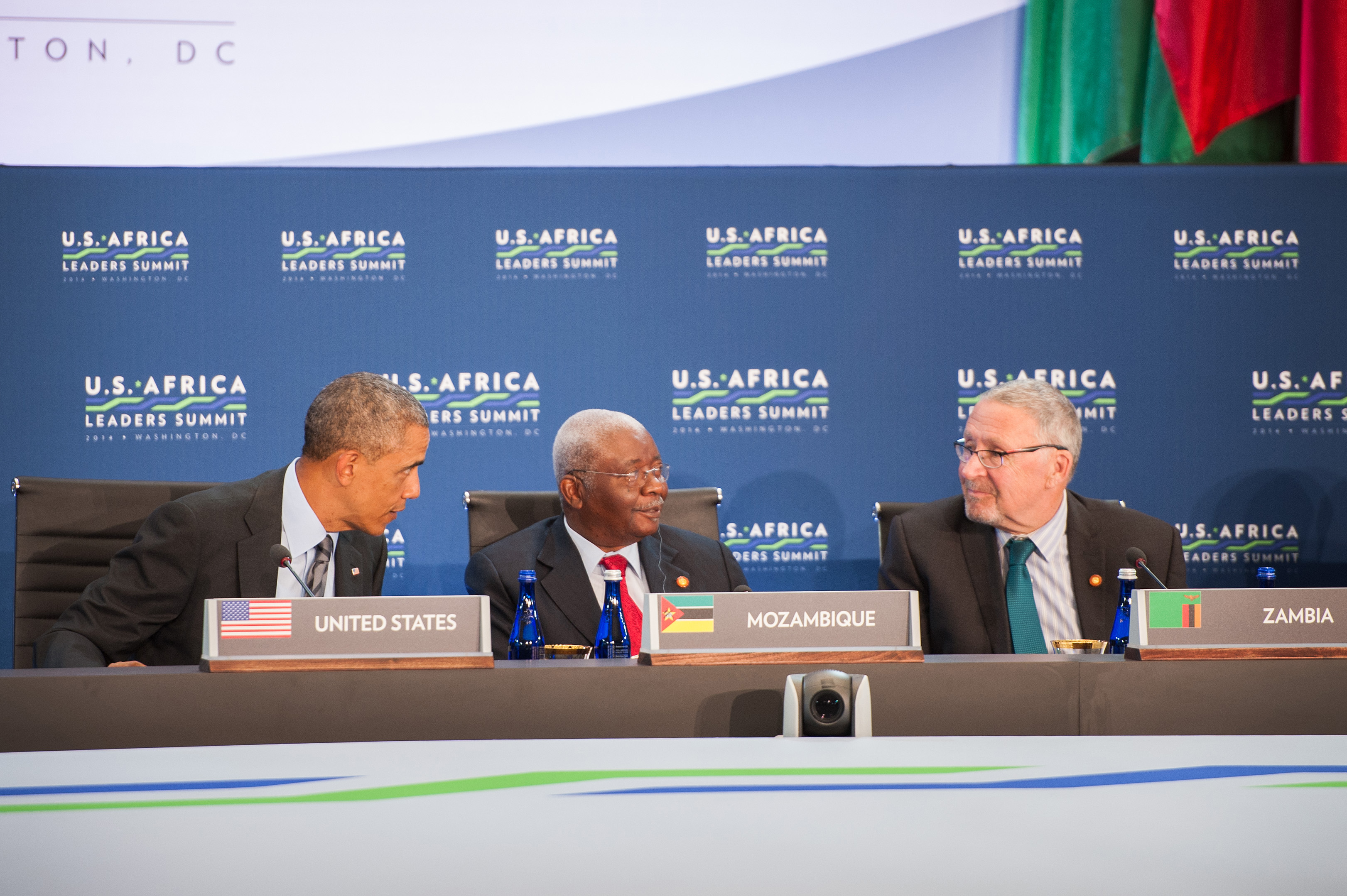
Barack Obama, Armando Guebuza et Guy Scott lors de la première session du Sommet des dirigeants États-Unis-Afrique sur « Investir dans l’avenir de l’Afrique », au Département d’État américain à Washington, D.C., le 6 août 2014.

En 1990, Guy Scott entre en politique au sein du Movement for Multiparty Democracy, avant d'être élu l'année suivante député à l'Assemblée nationale. En 2001, il rejoint les rangs du Front patriotique créé par Michael Sata. Après la victoire de ce dernier lors de l'élection présidentielle du 20 septembre 2011, il devient son vice-président. 

### Présidence par intérim
L'article 38 de la constitution zambienne dispose qu'en cas de décès du président de la république, ce dernier est remplacé par son vice-président en attendant la tenue d'une élection anticipée dans un délai de 90 jours. Cependant, lorsque Michael Sata meurt le 28 octobre 2014, il a déjà délégué ses fonctions présidentielles à Edgar Lungu. Une question se pose alors : qui est censé exercer l'intérim entre Edgar Lungu et Guy Scott ? Le 29 octobre, Lungu accepte de laisser cette charge à Scott,.    
Les relations entre les deux hommes sont cependant loin d'être au beau fixe et, le 3 novembre, Scott démet Lungu de son poste de secrétaire général du Front patriotique. La pression populaire le pousse cependant à revenir sur sa décision dès le lendemain. Cette tentative reste perçue comme une manœuvre visant à empêcher Lungu de représenter le Front patriotique à l'élection présidentielle de 2015 au profit du vice-ministre du Commerce Miles Sampa (en). Scott lui-même ne peut pas concourir à ce scrutin car fils d'immigrés britanniques, or l'article 34 de la constitution zambienne dispose que les deux parents des candidats à la présidence doivent être « Zambiens de naissance ou d'ascendance » (une clause ajoutée par le président Frederick Chiluba pour empêcher son prédécesseur Kenneth Kaunda, dont le père est né au Maravi, de se présenter à l'élection présidentielle de 1996). Bien qu'une décision de la cour suprême de Zambie pourrait quand même lui permettre de se présenter, Scott refuse de le faire, conscient que la conjoncture ne lui est pas forcément favorable.      
Le 17 décembre 2014, 14 des 17 ministres de son gouvernement se réunissent lors d'une conférence de presse pour exiger sa démission, estimant qu'il est devenu une « menace pour la sécurité nationale ». Scott refuse cependant de démissionner et reste président jusqu'à l'investiture de Lungu (élu avec 48,84 % des suffrages exprimés) au Heroes Stadium le 25 janvier 2015,. 